# Clugnat
Clugnat település Franciaországban, Creuse megyében. Lakosainak száma 653 fő (2022. január 1.). Clugnat Bétête, Domeyrot, Jalesches, Ladapeyre, Malleret-Boussac, Saint-Dizier-les-Domaines, Saint-Silvain-sous-Toulx, Toulx-Sainte-Croix és Parsac községekkel határos.

## Népesség
A település népességének változása:
| Lakosok száma | 916  | 809  | 752  | 647  | 688  | 645  | 645  | 650  | 653  | 653  |
|               | 1968 | 1982 | 1990 | 2006 | 2013 | 2015 | 2017 | 2019 | 2020 | 2022 |